# گانگکهار پونزوم
گانگکهار پونسوم (به زبان دزونگخا གངས་དཀར་སྤུན་གསུམ་) که با نام‌های گانگکار پونسوم و گانکار پونزوم نیز شناخته می‌شود، بلندترین قله کشور بوتان و بلندترین قله فتح نشده جهان است. این قله بر مرز تبت و بوتان قرار دارد. دلیل اصلی فتح نشدن گانگکهار پونسوم این است که دولت بوتان به دلایل مذهبی و فرهنگی به کوهنوردان اجازه پا گذاشتن بر قله‌های این کشور را نمی‌دهد.